# Sofi Tukker
Sofi Tukker (psáno kapitálkami SOFI TUKKER) je americké hudební duo z Floridy, které tvoří Sophie Hawley-Weld a Tucker Halpern.

## Historie
Sophie Hawley-Weld pochází z německého Frankfurtu, vyrůstala však v Kanadě a americké Atlantě. Během studií portugalštiny na italské Collegio del Mondo Unito dell'Adriatico si zamilovala portugalskou a brazilskou kulturu (což se odráží mimo jiné v písni Brazilian Soul). Tucker Halpern se narodil v městě Brookline ve státě Massachusetts. Brzy se stal basketbalovou hvězdou s později začal hrát v univerzitním týmu. Vzhledem k nemoci se rozhodl kariéru ukončit a stát se DJ-em. Halpern a Hawley-Weld se poprvé setkali na Brownově univerzitě v roce 2014, kde Hawley-Weld vystupovala se svým akustickým setem. Zpočátku nepočítali, že se budou společně profesionálně věnovat hudbě, inspirovalo je až setkání se skupinou The Knocks, kterým Tucker hrál jako DJ na vystoupení. Společně se přestěhovali do New Yorku a začali tvořit první skladby.

## Hudba
Weld nejprve skládala hudbu inspirovanou bossa novou a brazilskou hudební kulturou. Prvním úspěšným singlem dua byla v roce 2015 píseň Drinkee. O rok později vydali první EP s názvem Soft Animals. V roce 2018 získali první nominaci na Grammy za taneční/elektronické album Treehouse. V roce 2019 se jejich singl objevil na soundtracku seriálu Dead to Me, o rok později se stejná skladba stala součástí alba k filmu Birds of Prey. Během pandemie Covid-19 se věnovali skládání, ze kterého vzešlo album Wet Tennis (akronym pro When Everyone Tries to Evolve, Nothing Negative is Safe). Skladba Good Time Girl (společně s Charlesem Bakerem) se stala ústřední skladbou seriálu HBO Nový papež. Sofi Tukker sami často remixují známé skladby, ale jejich vlastní skladby jsou také často remixovány.

## Diskografie
- 2016: Soft Animals (EP)
- 2018: Treehouse
- 2019: DANCING ON THE PEOPLE
- 2022: Wet Tennis
- 2024: Bread